# Carlos Luis Torres
Carlos Luis Torres (Asunción, 20 marzo 1968) è un ex calciatore paraguaiano, di ruolo attaccante.